# Valnegra
Valnegra ist eine norditalienische Gemeinde (comune) mit 202 Einwohnern (Stand 31. Dezember 2023) in der Provinz Bergamo in der Lombardei. 
Der Ort liegt etwa 28 Kilometer nördlich der Provinzhauptstadt Bergamo im Valle Brembana. Der Ort ist Teil des Gemeindeverbundes Comunità Montana della Valle Brembana.